# A szexmentes fogadós (Így jártam anyátokkal)
A szemxentes fogadós az Így jártam anyátokkal című televízió-sorozat ötödik évadának negyedik epizódja. Eredetileg 2009. október 12-én vetítették, míg Magyarországon egy évvel később, 2010. október 4-én.
Ebben az epizódban Barney azt mondja Tednek, hogy őt kihasználta egy nő, miután fent aludt nála, de még csak nem is szexeltek. Eközben Barney és Robin rendkívül kínosan érzik magukat, amikor Marshall és Lily duplarandit szervez velük.

## Cselekmény
Lily és Marshall nagyon izgatottak, hogy Barney és Robin összejöttek, mert úgy tervezik, hogy egy rakás közös programot szervezhetnek, Jövőbeli Ted szerint a korábbi alkalmakkor nagyon ráakaszkodtak és pánikoltak másokra, és most, hogy a baráti társaságukból jöttek össze ketten, úgy érzik, bizonyíthatnak. Miután együtt töltenek egy estét, Marshall és Lily úgy érzik, ez volt életük legjobb estéje, míg Barney és Robin épp az ellenkezőjét gondolják. A későbbiekben megpróbálják kikerülni meghívásaikat és üzeneteiket, míg végül kénytelenek bevallani, hogy nem akarnak együtt lógni velük. Ezen Lily és Marshall is összevesznek, és egymást kezdik el hibáztatni. Miután eltelik egy hét, Robin és Barney is átértékeli a helyzetet, és elkezdenek hiányozni nekik barátaik. Elhatározzák, hogy elmennek a lakásukra, de ők ott már egy másik párral játszanak együtt. Ezután az "All By Myself" című dalt előadva vonulnak el. Kicsivel később, egy másik este, tojásfőző órák segítségével csalják ki őket az utcára, ahol az esőben borulnak össze mind a négyen.
Eközben Ted teljesen a magáévá tette a professzor imidzset, és még a MacLaren's Bárba is tweedzakóban megy le. Azt állítja, hogy a nők buknak erre, de miután felvisz magához valakit, aki másnap szex nélkül lelép, Barney rámutat, hogy mégsem: mert így ő lett a Szexmentes Fogadós. Előad egy verset is, viktoriánus stílusban, amelyben egy férfi egy csúnya nőnél kap szállást, és hogy ne kelljen szexelnie vele, alvást színlel. Ted érthetően bosszús az új beceneve miatt.
Az epizód végén aztán Ted elújságolja, hogy már nem Szexmentes Fogadós többé, mert volt, akinek bejött a professzoros imidzs. Előadja verses formában ő is, majd kiderül, hogy a lány még mindig ott van a szobában. Barney ekkor döbbenten kiált fel: "Mit tettem?", utalva arra, hogy feladta az agglegényéletét.

## Kontinuitás
- Marshall "A szabadság édes íze" és a "Pofonadás" című részekben is dalocskákat költött, ami Robin szerint a legidegesítőbb szokása ("Spoilerveszély")
- Robinra és Barneyra furcsa szemekkel néznek, amikor egyedül próbálnak vacsorázni. "A világ legjobb párosa" című részben ugyanígy néztek Marshallra, amikor egyedül akart villásreggelizni.
- Az epizódban szereplő weboldal a valóságban is létezik, ahogy utalás történik arra is, hogy Marshall már régebben is szerette a különféle eseményeket weboldal formájában megörökíteni.
- Lily és Marshall már "A platinaszabály" és a "Definíciók" című részben is más párokkal szerettek volna együtt lenni.
- "A lehetségtelen" című részben Robin megemlítette, hogy börtöntöltelékek is buktak rá. Itt az adócsalás (és más ügyek) miatt bebörtönzött tizedikes matektanára kerül szóba.
- "A pucér pasi" című részben az egyik szex-ok nem más volt, mint felmenni valakihez csak azért, hogy ne kelljen fizetni a szállodai szobáért.

## Jövőbeli visszautalások
- Az epizód végén történt rádöbbenése miatt akar Barney újra egyedülálló lenni, ami a "Rossz passzban" című részben meg is történik.

## Érdekességek
- Az epizód elején látható, ahogy Marshall és Lily vendégeket fogadnak a lakásukban 2007-ben. Ez azonban lehetetlen, mert bár a "Beboszetesza" című részben vették meg, ami 2007 novemberében játszódik, még egészen jövő márciusig nem költözhettek be oda, mert lejtett a padló.
- Marshall naptárán a videóban kétszer szerepel október 14. és 15., míg 11. és 12. egyáltalán nem.
- Lily a "Nyílt kártyákkal" című rézben azt állítja, hogy laktózérzékeny, most viszont jégkrémet eszik.
- Barneyról a montázs alatt egy rossz kép is látható, ami megdönti azt a későbbi teóriát, hogy róla sosem készül rossz kép.

## Zene
- Jason Segel - Best Night Ever
- Jason Segel - Marshall Medley
- Hayley Taylor and Keith Slettedahl of The 88 - All By Ourselves

## Vendégszereplők
- Julianna Guill - lány
- Marshall Manesh - Ranjit
- Sarah Edwards - Suzy
- Trey Ellett - Paul
- Nikea Gamby-Turner - hosztessz
- Maura McCarthy - Shea
- Kristen Sullivan - Geri
- K.T. Tatara - Py
- Phillip Wilburn - Joe